# طرخشقون أبقع
طرخشقون أبقع (الاسم العلمي:Taraxacum maculatum) هو نوع من النباتات يتبع جنس الطرخشقون من الفصيلة النجمية.